# Attaque du Patiño

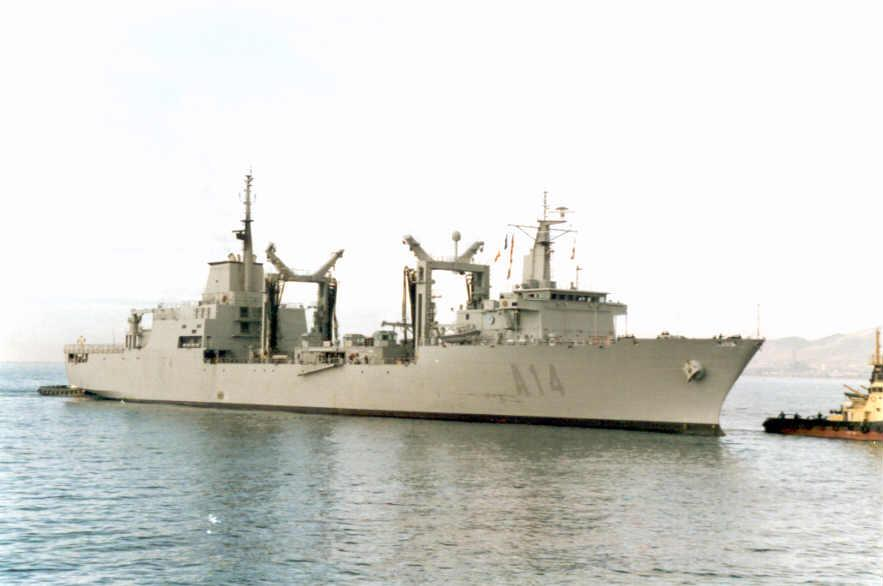
Le Patiño.

L'attaque du Patiño est un incident opposant la marine espagnole et des pirates somaliens, le 12 janvier 2012.

## Contexte
Le Patiño (A-14) est un navire ravitailleur de la marine espagnole, lancé en 1995. Il peut déployer trois hélicoptères Sea King et dispose d'artillerie défensive (un système Meroka et deux canons de 20 mm). Depuis novembre 2011, il participe à l'opération Atalante de lutte contre la piraterie. Dans la nuit du 12 janvier, il est ancré au large de Mogadiscio où il a accompagné un navire transportant de l'aide humanitaire.

## Attaque
Un groupe de sept pirates somaliens, embarqué dans un canot, identifie à tort le Patiño comme un navire marchand, et l'attaque. Ils ouvrent le feu avec des AK-47. Les militaires espagnols ripostent, tuant l'un des pirates. Les autres s'enfuient,  mais l'un des Sea King est lancé à leur poursuite. Rattrapés, ils jettent leurs armes par dessus-bord pour signaler leur reddition et sont capturés.

## Procès
Jugés en Espagne, ils sont condamnés à huit ans de prison. L'un d'entre eux est condamné à une peine additionnelle de quatre ans pour appartenance à un réseau criminel. Les peines sont augmentées de cinq ans supplémentaires en appel. 